# لویک گوجون
لویک گوجون (انگلیسی: Loïc Goujon؛ زادهٔ ۹ ژانویهٔ ۱۹۹۶) بازیکن فوتبال اهل فرانسه است.